# Nick Kuipers (1992)
Nick Kuipers  (Maastricht, 8 oktober 1992) is een Nederlands voetballer die bij voorkeur als verdediger speelt. Hij verruilde ADO Den Haag in augustus 2019 voor Persib Bandung uit Indonesië.

## Clubcarrière
Kuipers debuteerde op 13 augustus 2010 in het betaald voetbal, tijdens een thuiswedstrijd van MVV Maastricht tegen FC Volendam. Hij werd in de 60e minuut gewisseld voor Gerard Aafjes.. Aan het eind van het seizoen 2014/15 liep Kuipers in een thuiswedstrijd tegen FC Emmen een knieblessure op. Door deze slepende blessure kwam hij in het seizoen 2015/16 geen minuut in actie. Maar in het seizoen 2016/17 was Kuipers van vaste waarde voor MVV Maastricht en bereikte hij met MVV de finale van de play-offs. Maar hierin werd over twee wedstrijden verloren van Roda JC. 
In de zomer van 2017 vertrok Kuipers transfervrij naar ADO Den Haag. In zijn eerste seizoen speelde hij 9 wedstrijden in de Eredivisie. In de zomer van 2018 mocht hij vertrekken bij ADO, maar wist hij zich in het nieuwe seizoen terug te knokken in de basis. In de wedstrijd tegen PEC Zwolle maakte Kuipers in de 83e minuut het winnende doelpunt. Dit was tevens zijn eerste doelpunt in de Eredivisie. Voor de tweede helft van het seizoen 2018/19 werd hij verhuurd aan FC Emmen. In augustus 2019 tekende hij een contract bij het Indonesische Persib Bandung.

## Clubstatistieken
| Seizoen                                | Club           | Competitie     | Competitie | Competitie | Beker | Beker | Internationaal | Internationaal | Overig | Overig | Totaal | Totaal |
| Seizoen                                | Club           | Competitie     | Wed.       | Dlp.       | Wed.  | Dlp.  | Wed.           | Dlp.           | Wed.   | Dlp.   | Wed.   | Dlp.   |
| -------------------------------------- | -------------- | -------------- | ---------- | ---------- | ----- | ----- | -------------- | -------------- | ------ | ------ | ------ | ------ |
| 2010/11                                | MVV Maastricht | Eerste divisie | 22         | 0          | 1     | 0     | 0              | 0              | 0      | 0      | 23     | 0      |
| 2011/12                                | MVV Maastricht | Eerste divisie | 22         | 0          | 1     | 0     | 0              | 0              | 2      | 0      | 25     | 0      |
| 2012/13                                | MVV Maastricht | Eerste divisie | 10         | 1          | 0     | 0     | 0              | 0              | 0      | 0      | 10     | 1      |
| 2013/14                                | MVV Maastricht | Eerste divisie | 24         | 0          | 3     | 0     | 0              | 0              | 0      | 0      | 27     | 0      |
| 2014/15                                | MVV Maastricht | Eerste divisie | 35         | 0          | 2     | 1     | 0              | 0              | 0      | 0      | 37     | 1      |
| 2015/16                                | MVV Maastricht | Eerste divisie | 0          | 0          | 0     | 0     | 0              | 0              | 0      | 0      | 0      | 0      |
| 2016/17                                | MVV Maastricht | Eerste divisie | 37         | 3          | 1     | 0     | 0              | 0              | 2      | 0      | 40     | 3      |
| 2017/18                                | ADO Den Haag   | Eredivisie     | 9          | 0          | 0     | 0     | 0              | 0              | 0      | 0      | 9      | 0      |
| 2018/19                                | ADO Den Haag   | Eredivisie     | 8          | 1          | 0     | 0     | 0              | 0              | 0      | 0      | 8      | 1      |
| 2018/19                                | → FC Emmen     | Eredivisie     | 10         | 0          | 0     | 0     | 0              | 0              | 0      | 0      | 10     | 0      |
| 2019/20                                | ADO Den Haag   | Eredivisie     | 1          | 0          | 0     | 0     | 0              | 0              | 0      | 0      | 1      | 0      |
| 2019                                   | Persib Bandung | Liga 1         | 0          | 0          | 0     | 0     | 0              | 0              | 0      | 0      | 0      | 0      |
| Bijgewerkt tot en met 16 augustus 2019 |                |                |            |            |       |       |                |                |        |        |        |        |